# Rap Pages
Rap Pages fue una revista musical estadounidense, una de las primeras publicaciones dedicadas al hip hop. El primer número se publicó en octubre de 1991. Publicada originalmente por Larry Flynt Publications, la revista se cerró en octubre de 1999. Se vendió a Timaj Publications en mayo de 2000, quien publicó varios números más, pero a finales de 2000 dejó de publicarse. Rap Pages se distinguió de otras revistas de música contemporánea, particularmente The Source, con su cobertura integral de los artistas de hip hop de la costa oeste, algo que creían que carecían otras publicaciones.

## Historia
Rap Pages fue fundada por el editor Larry Flynt. Según Sheena Lester, posterior editora en jefe, a uno de los guardaespaldas de Flynt se le ocurrió la idea de la revista. Rap Pages fue una de las primeras revistas dedicadas al hip hop. El primer número se publicó en octubre de 1991. Presentaba una foto pick-up del rapero Ice Cube en la portada, ya que la revista no fotografiaba sus propias portadas en ese momento. La revista tenía su sede en Los Ángeles, California.
En ese momento, los artistas de la costa oeste creían que The Source, que era la revista líder de hip hop, no representaba adecuadamente su escena. Rap Pages se lanzó con el editor en jefe Dane Webb anunciando el objetivo de cambiar el enfoque a la costa oeste, citando como razón el sesgo percibido de The Source hacia la costa este. Otro objetivo que proclamó Webb fue mejorar las comunidades negras, y alentó a la gente a «pasar menos tiempo bebiendo esos malditos 40 [«40» siendo un término de jerga para el licor de malta], pasar menos tiempo en la esquina y más tiempo leyendo libros». Rap Pages comenzó como una revista bimestral, eventualmente cambió a un número cada seis semanas y luego cambió a un formato mensual en octubre de 1995. Según el escritor Jeff Weiss, Rap Pages era la única revista que ofrecía una cobertura de tiempo completo del hip hop de la costa oeste.
En octubre de 1999, Larry Flynt Publications detuvo la publicación de Rap Pages y puso la revista a la venta. Recibieron múltiples ofertas y lo vendieron a Timaj Publications en mayo de 2000. Bajo la nueva dirección y con el editor en jefe original, Dane Webb, se relanzó la revista, con planes de lanzar una versión separada en español. Sin embargo, después de publicar varios números más, Rap Pages volvió a dejar de publicarse a finales de 2000. The Jersey Journal informó en enero de 2002 que Rap Pages era una revista desaparecida. En 2014, se lanzó el sitio web Rap Pages TV.

## Portadas
A pesar de utilizar una fotografía sobrante de otra sesión fotográfica como portada de su primer número, más tarde Rap Pages comenzó a producir sus propias fotografías para las portadas. La revista contrató al fotógrafo Brian Cross, quien fue su editor fotográfico de 1993 a 1998. Al describir su tiempo en Rap Pages, Cross dijo: «Teníamos un equipo de editores de primera que hicieron cosas importantes en el hip hop, y simplemente nos sentábamos y teníamos conversaciones relajadas y divertidas, que es como se nos ocurrieron muchos conceptos de rodaje». En su libro Totally Wired, el escritor Paul Gorman elogió a Rap Pages como una revista que «mostraba diseños ingeniosos y portadas llamativas», señalando que ocurrió durante el mandato de Sheena Lester como editora en jefe. La revista Complex también elogió a Rap Pages, diciendo que «en su auge Rap Pages ... [se jactaba de] reportajes de alta calidad, cobertura especializada de hip hop y algunas portadas muy originales». La publicación colocó varias portadas de Rap Pages en su lista de las 50 mejores portadas de revistas de hip hop; algunas de las portadas incluidas son una parodia de Ol' Dirty Bastard de la portada de Rolling Stone de Janet Jackson, que lo muestra de pie detrás de una fan en topless, cubriendo sus senos con las manos; una portada que representa a Lauryn Hill como una diosa de cuatro brazos, y una portada que representa al grupo The Pharcyde envuelto en una cinta de grabación.
Otra portada de Rap Pages, que la revista Rolling Stone calificó de «icónica», fue el retrato de The Notorious B.I.G. con una corona. La fotografía, titulada «King of New York», fue tomada por Barron Claiborne, tres días antes de que el rapero fuera asesinado el 9 de marzo de 1997. Fue la última sesión de fotos de Notorious B.I.G.. El retrato rápidamente se convirtió en una de las fotografías más conocidas del rapero. En 2020, la corona de plástico utilizada en la foto, originalmente comprada por Claiborne por 6 dólares, se vendió a través de una subasta por 594.750 dólares.

### Obras citadas
- McLeod, Kembrew (2002). «Chapter 9: The Politics and History of Hip-Hop Journalism».  En Jones, Steve, ed. Pop Music and the Press (en inglés). Temple University Press. ISBN 1-56639-965-3.
- Gorman, Paul (2022). «Chapter 17: "I remember thinking, 'He doesn't dance'"». Totally Wired: The Rise & Fall of the Music Press. Thames & Hudson. ISBN 978-0-500-02263-4.
- Tobak, Vikki (2018). Contact High: A Visual History of Hip-Hop. Penguin Random House. ISBN 978-0-525-57388-3.

- Datos: Q123232886